# Leiopython hoserae
Leiopython hoserae là một loài rắn trong họ Pythonidae. Loài này được Hoser mô tả khoa học đầu tiên năm 2000.